# Philippe Busquin
Philippe Busquin (ur. 6 stycznia 1941 w Feluy) – belgijski i waloński polityk, fizyk, minister w kilku rządach, w latach 1992–1999 przewodniczący Partii Socjalistycznej, od 1999 do 2004 członek Komisji Europejskiej.

## Życiorys
W 1962 ukończył studia z zakresu fizyki na Université Libre de Bruxelles (ULB). Na tej samej uczelni w 1971 uzyskał dyplom z filozofii, a w 1976 z ochrony środowiska. Od 1962 do 1977 był wykładowcą na Wydziale Medycyny ULB, w tym samym okresie prowadził zajęcia w szkole kształcenia nauczycieli w Nivelles.
W 1978 po raz pierwszy uzyskał mandat posła do Izby Reprezentantów, wykonywał go do 1995. W latach 1995–1999 był członkiem belgijskiego Senatu, w tym samym okresie piastował stanowisko burmistrza Seneffe.
Na początku lat 80. po raz pierwszy pełnił funkcje rządowe na szczeblu federalnym jako minister edukacji narodowej (1980– 1981) i minister spraw wewnętrznych (1981). Potem do 1985 był ministrem budżetu i energii w gabinecie Regionu Walońskiego. W 1988 krótko sprawował urząd regionalnego ministra spraw gospodarczych, następnie do 1992 zajmował stanowisko ministra spraw społecznych w centralnym rządzie Wilfrieda Martensa. W 1992 powołano go na przewodniczącego walońskiej Partii Socjalistycznej, był nim przez siedem lat. Jednocześnie od 1995 do 1997 pełnił funkcję wiceprezydenta Partii Europejskich Socjalistów.
W 1999 przez dwa miesiące był europosłem. W tym samym roku został nominowany na członka Komisji Europejskiej. W KE Romano Prodiego do 2004 odpowiadał za sprawy badań naukowych.
W 2004 ponownie uzyskał mandat deputowanego do Parlamentu Europejskiego. Zasiadał w grupie socjalistycznej, a także w Komisji Przemysłu, Badań Naukowych i Energii. W 2007 objął ponownie obowiązki burmistrza Seneffe. W 2009 bez powodzenia kandydował w wyborach europejskich.
W 2003 uhonorowany tytułem doktora honoris causa Politechniki Wrocławskiej.